# Anton Peterlin (matematik)
Anton Peterlin, slovenski matematik, * 7. junij 1866, Ljubljana, † 18. julij 1912, Ljubljana.
Peterlin je študiral matematiko in fiziko na Univerzi na Dunaju. Leta 1893 je postal suplent na nižji državni gimnaziji v Ljubljani. Po opravljenem profesorskem izpitu je bil leta 1898 imenovan za profesorja na kranjski gimnaziji. Leta 1908 je bil premeščen na II. državno gimnazijo v Ljubljano. Tu je po novem učnem načrtu predelal Aretmetiko za nižjo stopnjo srednjih šol Blaža Mateka. (COBISS)